# Dino Rački
Dino Rački, hrvatski reprezentativni rukometaš
S mladom reprezentacijom 2006. osvojio je zlato na europskom prvenstvu.